# Cor Alons

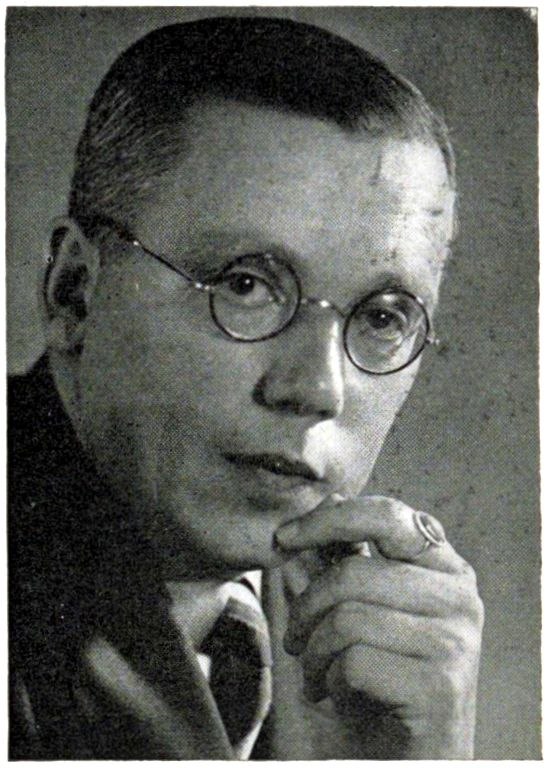
Cor Alons

Cornelius Louis Alons, meist kurz Cor Alons genannt (* 11. Juni 1892 in Groningen; † 24. April 1967 in Den Haag) war ein niederländischer Innenarchitekt und Produktdesigner. Er gilt als wichtiger Vertreter des Art déco, der sich als De Haagse Stijl beziehungsweise Neue Haager Schule in den Niederlanden etablierte, und war ein Anhänger des auf Funktionalität beschränkten Purismus der Kunstströmung De Stijl.

## Leben und Werk
Alons besuchte von 1911 bis 1913 die Academie Minerva in Groningen und von 1913 bis 1917 die Koninklijke Academie van Beeldende Kunsten in Den Haag. Anschließend fand er eine Beschäftigung bei der in den Niederlanden seinerzeit führenden Firma Pander Meubelen, die sich bereits um 1895 darauf spezialisiert hatte, Produkte nach dem Vorbild des französischen Art nouveau herzustellen. Als während des Ersten Weltkriegs der Import aus Deutschland und Belgien unterbrochen wurde, baute Pander 1917 eine eigene Entwurfsabteilung für Moderne Interieurkunst unter der Leitung von Henk Wouda (1885–1946) auf und wo Alons zusammen mit seinem Studienkollegen J. Brunott eine Anfangsstelle als Zeichner erhielt und sich schrittweise zum Entwurf von Möbeln und Einrichtungsgegenständen entwickelte. Inspiriert wurde er bei seinen Arbeiten von den kunsthandwerklichen Entwürfen britischer Modern-Art-Designer wie Charles Robert Ashbee und Charles Rennie Mackintosh sowie vom Werk des Amerikaners Frank Lloyd Wright. Dabei war er von 1919 bis 1922 an diversen Interieurarbeiten für die von Jan Wils entworfenen Siedlung Papaverhof beteiligt, entwarf 1923 Bleiverglasungen, die von dem Atelier van Geldermalsen in Rotterdam ausgeführt wurden und entwarf Tapetenmuster für die noch heute existierende Firma Kinheim in Beverwijk.
1923 machte sich Alons Frits Spanjaard (1889–1978) als Partner selbständig und eröffnete ein Designbüro in Rijswijk, das zu der ersten Generation spezialisierter Innenarchitekten in den Niederlanden gehörte. Sie spezialisierten sich auf die Einrichtung und den Umbau privater Wohnhäuser und entwarfen nicht nur Möbel und anderes Interieur, sondern gestalteten sie zu einer Einheit mit den Räumlichkeiten, für die sie gedacht waren. Sie bevorzugten klare, schlichte, oft monumentale Formen aus dunklen meist wertvollen Baustoffen und Farben.
Weiterhin war Alons zusammen mit C. J. Muyen Mitbegründer und von 1923 bis 1927 künstlerischer Leiter der Keramikwerkstatt Aardewerkfabriek NV De Duinvoet, für die er Entwürfe für Vasen und Geschirr beisteuerte.
Höchste Bekanntheit erhielt Alons für seine Stahlrohrmöbel, die von der Firma Oostwoud in Franeker produziert wurden. Zahllose Entwürfe für Stühle, Sessel, Tische und Schreibtische wurden nach seinen Entwürfen gefertigt und sind mittlerweile als Replikat erhältlich.
1929 wurde Alons als Dozent für den Fachbereich Möbelentwurf an die Koninklijke Academie van Beeldende Kunsten berufen. In dieser Zeit spielte die Akademie eine Pionierrolle in den Niederlanden. Unter Bauhaus-Einfluss entstanden die neuen Abteilungen grafischer Entwurf, Werbung, Fotografie, Design und Möbelentwurf. Dozenten der Avantgarde jener Zeit waren neben Alons Gerrit Kiljan (1881–1961), Paul Schuitema (1897–1973) und Paul Citroen (1896–1983). Auch erweiterte die Akademie ihren Lehrplan als eine der ersten niederländischen Schulen durch Unterricht im Bereich der industriellen Formgebung, wo Alons von 1934 bis in die 1960er Jahre lehrte.
Alons war Mitglied der Künstlervereinigung Haagsche Kunstkring. 1962 wurde anlässlich seines 70. Geburtstags eine Ausstellung im Den Haager Gemeindemuseum ausgerichtet.